# Ben Hamer
Benjamin John Hamer (Chard, Inglaterra, 20 de noviembre de 1987), conocido como Ben Hamer, es un futbolista británico que juega como portero y se encuentra sin equipo tras abandonar el Sheffield Wednesday F. C.

## Carrera

### Carrera temprana
Hamer nació en Chard, Somerset y comenzó jugando en el Bristol City. Su familia se trasladó a Alemania cuando él tenía 3 años. Sin embargo, cuando tenía 8 años, su familia regresó a Inglaterra. Asistió a la Escuela Comunitaria de Holyrood en Chard que está cerca de su lugar de nacimiento. Su habilidad futbolística llevó a jugar en el Somerset, donde fue descubierto por un cazatalentos del Reading FC firmando a la edad de 15 años. 

### Reading

#### Cedido al Crawley Town
Después de haber subido a través de la academia de la juventud en el Reading FC, fue cedido al Crawley Town para la temporada 2006-07, donde se perdió sólo un partido de liga y fue nombrado como Jugador de la Temporada. 

#### Cesiones al Brentford
El 4 de julio de 2007 firmó un nuevo contrato de un año con el Reading FC para mantenerlo hasta finales de la temporada. Se unió al Brentford en un acuerdo de cesión de un mes inicial el 11 de agosto del mismo año. El Brentford re-firmó con Hamer un acuerdo de cesión de emergencia el 1 de enero de 2008, después de la lesión de su primer portero, Simon Brown. El 28 de enero del mismo año, su cesión fue extendida hasta el final de la temporada.
Firmó un nuevo contrato de un año con el Reading FC y regresó al Brentford para un tercer periodo de cesión durante toda la temporada el 17 de junio. Además de ganar una medalla de la Football League Championship, también ganó el premio Puma Guante de Oro de la Liga.
El 18 de junio de 2009 firmó un nuevo contrato de dos años y fue cedido de nuevo al Brentford para su cuarta etapa con las abejas.

#### Cesión al Exeter City
El 18 de enero de 2011 se unió al Exeter City de la League One en un acuerdo de cesión de tres meses. Hamer hizo su debut en el Exeter contra el Walsall el 22 de enero del mismo año.

### Charlton Athletic
El 1 de agosto de 2011 fichó por el Charlton Athletic en un contrato de tres años e hizo su debut el 23 de agosto del mismo año contra su antiguo club de en la Copa de la Liga en la primera ronda y ayudó al Charlton con una victoria. Después de algunas actuaciones fue fundamental en todo el título del Charlton al ganar la League One. Él aseguró el ascenso a la Football League Championship.

### Leicester City
Después de varias semanas de fuertes especulaciones sobre un movimiento al Leicester City, se confirmó finalmente el 22 de mayo de 2014, por él mismo en las redes sociales. Dijo que hizo el movimiento a los zorros, recién ascendido con la oportunidad de poder jugar la Barclays Premier League. Hizo su debut en la derrota por 1-0 en casa ante el Shrewsbury Town en la Capital One Cup tras un empate en segunda ronda. Después de una lesión de Kasper Schmeichel, mientras jugaba para su selección, Hamer hizo su debut en Premier League el 13 de septiembre, mostrando un muy buen rendimiento y manteniendo la portería a cero y asegurando la victoria del Leicester por 1-0 ante el Stoke City, su primera victoria desde su regreso.
Él jugó su segundo partido en el Leicester contra el campeón de la Premier League, el Manchester City en la derrota por 0-1 en casa el 13 de diciembre. Después de jugar 7 partidos para el Leicester, Hamer perdió su lugar cuando el 6 de enero de 2015, el Leicester contrato al experimentado portero Mark Schwarzer del Chelsea para ayudar a cubrir la lesión de Kasper Schmeichel.

#### Cesión al Nottingham Forest
El 25 de julio del mismo año se unió al Nottingham Forest de la Football League Championship en un acuerdo de cesión durante toda la temporada. Finalmente se cancela su cesión.

#### Cesión al Bristol City
El 11 de agosto del mismo año fichó por el Bristol City, cedido durante toda la temporada.

## Estadísticas en su carrera
| Club                             | País       | Año       | PJ  | G |
| -------------------------------- | ---------- | --------- | --- | - |
| Reading F. C.                    | Inglaterra | 2006-2011 | 5   | 0 |
| Crawley Town F. C. (cesión)      | Inglaterra | 2006-2007 | 47  | 0 |
| Brentford F. C. (cesión)         | Inglaterra | 2007      | 21  | 0 |
| Brentford F. C. (cesión)         | Inglaterra | 2008      | 49  | 0 |
| Brentford F. C. (cesión)         | Inglaterra | 2010      | 10  | 0 |
| Exeter City F. C. (cesión)       | Inglaterra | 2011      | 19  | 0 |
| Chartlon Athletic F. C.          | Inglaterra | 2011-2014 | 121 | 0 |
| Leicester City F. C.             | Inglaterra | 2014-2018 | 19  | 0 |
| Nottingham Forest F. C. (cesión) | Inglaterra | 2015      | 0   | 0 |
| Bristol City F. C. (cesión)      | Inglaterra | 2015      | 5   | 0 |
| Huddersfield Town A. F. C.       | Inglaterra | 2018-2021 | 3   | 0 |
| Derby County F. C. (cesión)      | Inglaterra | 2019-2020 | 27  | 0 |
| Swansea City A. F. C.            | Gales      | 2021-2022 | 23  | 0 |
| Watford F. C.                    | Inglaterra | 2022-2024 | 22  | 0 |
| Sheffield Wednesday F. C.        | Inglaterra | 2024-2025 |     |   |

## Palmarés

### Títulos nacionales
| Título         | Club                    | País       | Año     |
| -------------- | ----------------------- | ---------- | ------- |
| League Two     | Brentford F. C.         | Inglaterra | 2008-09 |
| League One     | Charlton Athletic F. C. | Inglaterra | 2011-12 |
| Premier League | Leicester City F. C.    | Inglaterra | 2015-16 |

### Distinciones individuales
| Distinción                     | Año     |
| ------------------------------ | ------- |
| Guante de Oro de la League Two | 2008-09 |